# Coeloglossum
Coeloglossum is een niet langer onderscheiden monotypisch geslacht van terrestrische orchideeën. De enige soort was de groene nachtorchis. Deze soort werd in 1997 door Richard M. Bateman, A.M. Pridgeon & M.W. Chase in het geslacht handekenskruid (Dactylorhiza) geplaatst.
In sommige werken en artikelen van na 1997 wordt de geldigheid van dit geslacht nog steeds erkend.

## Naamgeving en etymologie
De naam Coeloglossum is afkomstig van Oudgrieks κοῖλος (koilos), 'hol' en γλῶσσα (glōssa), 'tong', en slaat op de vorm van de bloemlip.